# Бельвю (Техас)
Бельвю (англ. Bellevue) — місто (англ. city) в США, в окрузі Клей штату Техас. Населення — 289 осіб (2020).

## Географія
Бельвю розташований за координатами 33°38′1″ пн. ш. 98°0′59″ зх. д. / 33.63361° пн. ш. 98.01639° зх. д. (33.633508, -98.016347).  За даними Бюро перепису населення США в 2010 році місто мало площу 2,18 км², уся площа — суходіл.

## Демографія
Згідно з переписом 2010 року, у місті мешкали 362 особи в 140 домогосподарствах у складі 105 родин. Густота населення становила 166 осіб/км².  Було 161 помешкання (74/км²).
Расовий склад населення:
| - 97,2 % — білих - 0,8 % — корінних американців - 0,6 % — чорних або афроамериканців |

До двох чи більше рас належало 0,6 %. Частка іспаномовних становила 1,9 % від усіх жителів.
За віковим діапазоном населення розподілялося таким чином: 24,6 % — особи молодші 18 років, 58,5 % — особи у віці 18—64 років, 16,9 % — особи у віці 65 років та старші. Медіана віку мешканця становила 42,0 року. На 100 осіб жіночої статі у місті припадало 102,2 чоловіків;  на 100 жінок у віці від 18 років та старших — 93,6 чоловіків також старших 18 років.
Середній дохід на одне домашнє господарство  становив 50 834 долари США (медіана — 35 833), а середній дохід на одну сім'ю — 57 804 долари (медіана — 45 833). За межею бідності перебувало 10,7 % осіб, у тому числі 18,0 % дітей у віці до 18 років та 17,0 % осіб у віці 65 років та старших.
Цивільне працевлаштоване населення становило 137 осіб. Основні галузі зайнятості: освіта, охорона здоров'я та соціальна допомога — 34,3 %, науковці, спеціалісти, менеджери — 9,5 %, публічна адміністрація — 8,0 %, мистецтво, розваги та відпочинок — 8,0 %.